# Суперкубок Англії з футболу 1974
Суперкубок Англії з футболу 1974 — 52-й розіграш турніру. Матч відбувся 10 серпня 1974 року між чемпіоном Англії «Лідс Юнайтед» та володарем кубка країни «Ліверпуль». 
| Володар Суперкубка Англії 1974 |
| ------------------------------ |
|                                |
| «Ліверпуль» Четвертий титул    |

## Учасники
| Клуб           | Участей | Роки (жирним виділено перемоги) |
| -------------- | ------- | ------------------------------- |
| «Ліверпуль»    | 5       | 1922, 1964, 1965, 1966, 1971    |
| «Лідс Юнайтед» | 1       | 1969                            |

## Матч

### Деталі
| 10 серпня 1974 |

| «Ліверпуль»                                     | 1–1      | «Лідс Юнайтед»                                   |
| ----------------------------------------------- | -------- | ------------------------------------------------ |
| Боерсма 19'                                     | Протокол | Черрі 70'                                        |
|                                                 | Пенальті |                                                  |
| Ліндсі · Г'юз · Голл · Сміт · Кормак · Каллаган | 6–5      | Лорімер · Джайлс · Грей · Гантер · Черрі · Гарві |

| Вемблі, Лондон Глядачів: 67 000 Арбітр: Боб Метьюсон |

|  |  |

| В                |  | Рей Клеменс    |     |
| З                |  | Томмі Сміт     | ЖК  |
| З                |  | Алек Ліндсі    |     |
| З                |  | Філ Томпсон    |     |
| З                |  | Емлін Г'юз (к) |     |
| ПЗ               |  | Пітер Кормак   |     |
| ПЗ               |  | Браян Голл     |     |
| ПЗ               |  | Стів Гайвей    |     |
| ПЗ               |  | Іан Каллаган   |     |
| Н                |  | Кевін Кіган    | 60' |
| Н                |  | Філ Боерсма    |     |
| Головний тренер: |  |                |     |
| Боб Пейслі       |  |                |     |

| В                |  | Девід Гарві       |     |     |
| З                |  | Пол Ріні          |     |     |
| З                |  | Тревор Черрі      |     |     |
| З                |  | Гордон Макквін    |     |     |
| З                |  | Норман Гантер     |     |     |
| ПЗ               |  | Біллі Бремнер (к) | 60' |     |
| ПЗ               |  | Пітер Лорімер     |     |     |
| ПЗ               |  | Джонні Джайлс     | ЖК  |     |
| ПЗ               |  | Едді Грей         |     |     |
| Н                |  | Аллан Кларк       |     | 58' |
| Н                |  | Джо Джордан       |     |     |
| Заміни:          |  |                   |     |     |
| ПЗ               |  | Данкан Маккензі   |     | 58' |
| Головний тренер: |  |                   |     |     |
| Браян Клаф       |  |                   |     |     |